# Herrngiersdorf

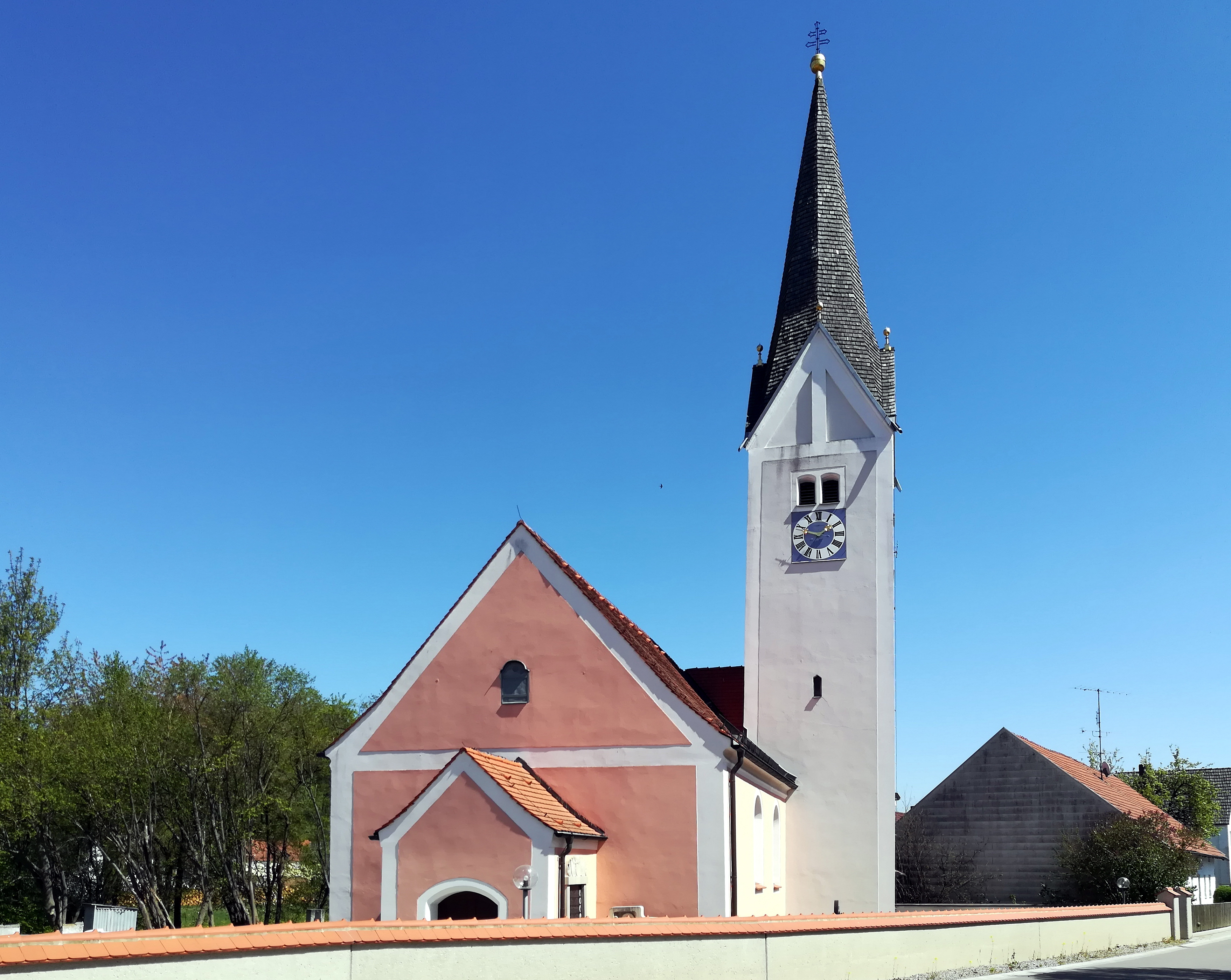
Filialkirche St. Martin

Herrngiersdorf ist eine Gemeinde im niederbayerischen Landkreis Kelheim.

## Geografie

### Lage
Herrngiersdorf liegt in der Region Regensburg südöstlich von Langquaid. Ausgehend vom Tal der Großen Laber bei Sandsbach erstreckt sich das Gemeindegebiet entlang des Siegersbaches in das Hügelland Richtung Südosten.

### Gemeindegliederung
Es gibt 17 Gemeindeteile (in Klammern ist der Ortstyp angegeben):
- Altbach (Weiler)
- Appersdorf (Einöde)
- Buchberg (Einöde)
- Eck (Einöde)
- Harpfendorf (Einöde)
- Herrngiersdorf (Kirchdorf)
- Moos (Einöde)
- Prügl (Einöde)
- Sandsbach (Pfarrdorf)
- Sankt Johann (Einöde)
- Semerskirchen (Pfarrdorf)
- Siegersdorf (Weiler)
- Sittelsdorf (Kirchdorf)
- Straß (Einöde)
- Stumpfreuth (Einöde)
- Tiefenbach (Dorf)
- Voggersberg (Weiler)

Es existieren die Gemarkungen Herrngiersdorf und Langquaid.

## Geschichte

### Bis zur Gemeindegründung
Tonscherben mit Bandkeramik sowie Arbeitsgeräte aus graugrünem Schiefergestein verweisen auf die jungsteinzeitliche Besiedelung des Gemeindegebietes. Auch Urnenfelder aus der Bronzezeit wurden gefunden. In nächster Umgebung befinden sich eine Anzahl Hügelgräber. Auf einer Anhöhe liegen zwei Keltenschanzen. Vermutlich führte eine römische Heerstraße durch das Gemeindegebiet.
Giebelsdorf, das wohl vom Personennamen Gebi herrührt, wird 1135 erstmals erwähnt, es kann sich dabei aber auch um Kleingiersdorf (Gemeinde Saal a.d.Donau) handeln. Der unterscheidende Zusatz Herrn geht auf den Ortsadel zurück, der im Beleg von 1380 erkennbar ist. Über Herrn-Gießdorf (1591) und Herren Giersdorf bzw. Herren Giestorf (1796) wurde 1832 schließlich Herrngiersdorf.
Herrngiersdorf, eine ehemalige Hofmark, wird von dem imposanten Bau des Schlosses Herrngiersdorf geprägt. Von 1654 bis 1822 waren die Freiherren von Guggemos Inhaber der Hofmark. In der Filialkirche erinnern noch Grabsteine an Mitglieder der Familie. In kirchlicher Hinsicht gehört Herrngiersdorf zur Pfarrei Sandsbach.
Mit dem zweiten Gemeindeedikt entstand 1818 die politische Gemeinde Herrngiersdorf.

### Eingemeindungen
Im Zuge der Gebietsreform in Bayern wurde am 1. Januar 1972 die Gemeinde Sittelsdorf eingegliedert. Am 1. Januar 1975 kam Semerskirchen hinzu. Ein Teil der aufgelösten Gemeinde Sandsbach folgte am 1. Januar 1978.

### Sandsbach
Der heutige Gemeindeteil Sandsbach unterstand von 1043 bis 1803 als Propstei und Hofmark dem Kloster Geisenfeld.

### Einwohnerentwicklung
Im Zeitraum 1988 bis 2018 stieg die Einwohnerzahl von 1013 auf 1295 um 282 Einwohner bzw. um 27,8 %.
- 1961: 1052 Einwohner
- 1970: 1016 Einwohner
- 1987: 1010 Einwohner
- 1991: 1032 Einwohner
- 1995: 1051 Einwohner
- 2000: 1109 Einwohner
- 2005: 1129 Einwohner
- 2010: 1171 Einwohner
- 2015: 1224 Einwohner
- 2019: 1295 Einwohner[7]

## Politik und Öffentliche Verwaltung
Die Gemeinde ist Mitglied der Verwaltungsgemeinschaft Langquaid.

### Bürgermeister
Von 2008 bis 2020 war Josef Barth (Freie Wähler) erster Bürgermeister. Bei den Kommunalwahlen am 15. März 2020 trat er wegen Überschreitens der Altersgrenze nicht mehr an. Die einzige Kandidatin Ida Hirthammer (Freie Wähler) wurde mit 86,78 % der gültigen Stimmen in das Amt gewählt.

### Gemeinderat
Der Gemeinderat besteht seit der Kommunalwahl 2020 (zum Vergleich: Kommunalwahl 2014) aus 12 Personen, darunter eine Frau. In der Wahlperiode 2020–2026 lautet die Zusammensetzung wie folgt:
- Wählergemeinschaft/Freie Wähler (WG/FW): 9 Sitze
- Regionale Bürgerliste (RB): 3 Sitze

### Wappen
| | Blasonierung: „In Blau auf silbernem Wellenschildfuß schwimmend ein silberner Schwan, darüber ein silberner Zickzackbalken.“ |
| Wappenbegründung: Der schwimmende Schwan nimmt in reduzierter Form das Wappen der Familie von Guggemos auf, deren Symbol ein durch Schilf schwimmender Schwan war. Die Freiherren von Guggemos waren von 1654 bis 1822 Inhaber der Hofmark Herrngiersdorf; in der Filialkirche erinnern noch Grabsteine an Mitglieder der Familie. Der Zickzackbalken stammt aus dem Klosterwappen von Geisenfeld und versinnbildlicht die enge Verbindung mit der bis 1978 selbstständigen Gemeinde Sandsbach, die von 1043 bis 1803 als Propstei und Hofmark dem Kloster Geisenfeld unterstand. Dieses Wappen wird seit 1982 geführt. | |

## Sehenswürdigkeiten
- Schloss Herrngiersdorf: Es wurde ursprünglich als Wasserschloss angelegt und im Jahr 1709 anstelle des alten Schlosses von Albrecht von Guggenmoos neu erbaut. Seit 1899 ist es im Besitz der Familie Pausinger. Die angeschlossene Schlossbrauerei Herrngiersdorf wurde 1131 gegründet gilt als älteste Privatbrauerei der Welt.
- Filialkirche St. Martin in Herrngiersdorf: Das spätromanische Bauwerk stammt aus dem 13. Jahrhundert und hat einen spätgotischen Chor. Die aufwändige Stuckierung, vor allem im Chorraum, wurde 1740 im Zuge der Barockisierung der Kirche von Martin Bader geschaffen. Vor dem Hochaltar ruht in einer Gruft der Diener Gottes Bernhard Lehner aus Herrngiersdorf, der im Jahre 1944 mit nur 14 Jahren im Ruf der Heiligkeit starb.
- Pfarrkirche St. Petrus in Sandsbach: Die Pfarrei Sandsbach wurde, wie vermutlich auch Semerskirchen, bereits im 9. Jahrhundert eingerichtet. Damals entstand bereits an der Stelle der heutigen Kirche, auf einer Anhöhe über dem Tal der Großen Laber, ein erster Holzbau. Langhaus und Turm der heutigen Kirche sind im Kern romanisch, der Chor wurde in spätgotischer Zeit errichtet. Die Ausstattung ist zu großen Teilen barock. Eine Ausnahme bildet der Mitte des 13. Jahrhunderts geschaffene Taufstein mit rundem Muschelbecken.
- Pfarrkirche Mariä Himmelfahrt in Semerskirchen: Malerisch über dem Dorfweiher liegt die Pfarrkirche von Semerskirchen, die als der ältesten Kirchen des Bistums Regensburg gilt. Vermutlich wurde sie bereits im 9. Jahrhundert von den Agilolfingern gegründet. Die älteste Teile der heutigen Bausubstanz sind romanisch und stammen aus dem 13. Jahrhundert. Der Chor ist spätgotisch, die Ausstattung größtenteils barock. Auch der Kirchenbau wurde in der Barockzeit umgestaltet. Der einfache, romanische Taufstein stammt noch aus dem 13. Jahrhundert.

### Baudenkmäler

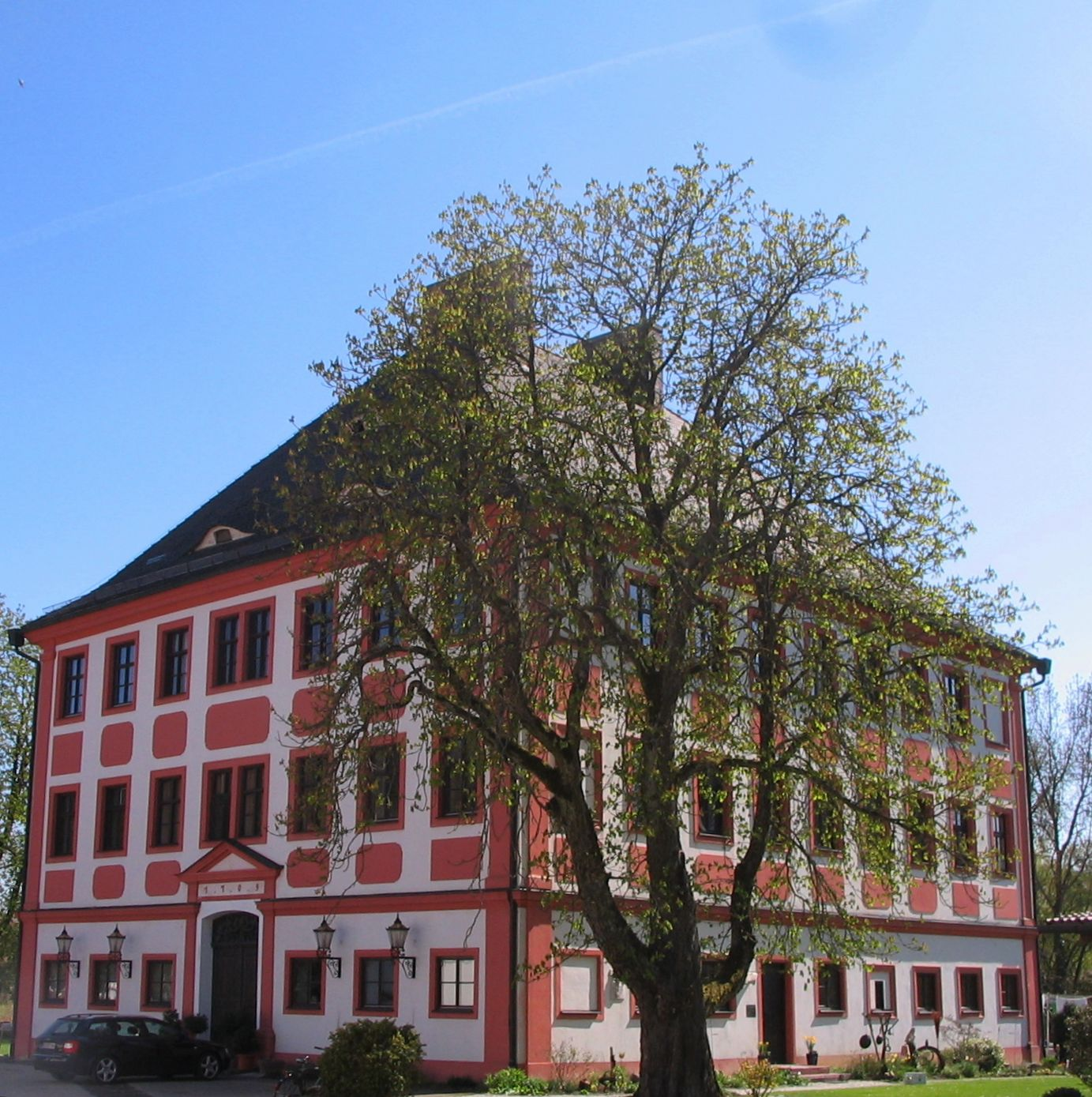
Schloss Herrngiersdorf
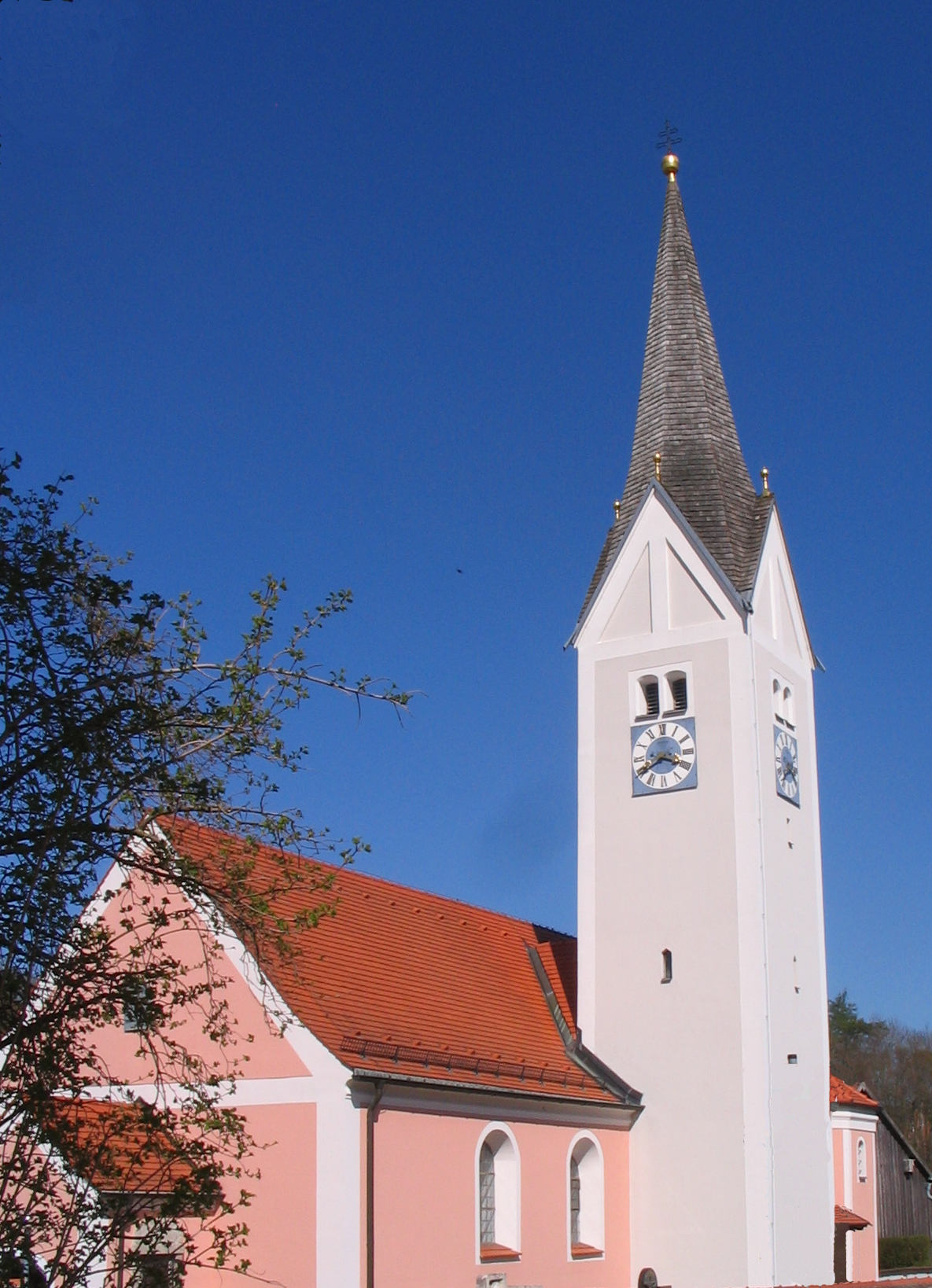
Die Filialkirche St. Martin
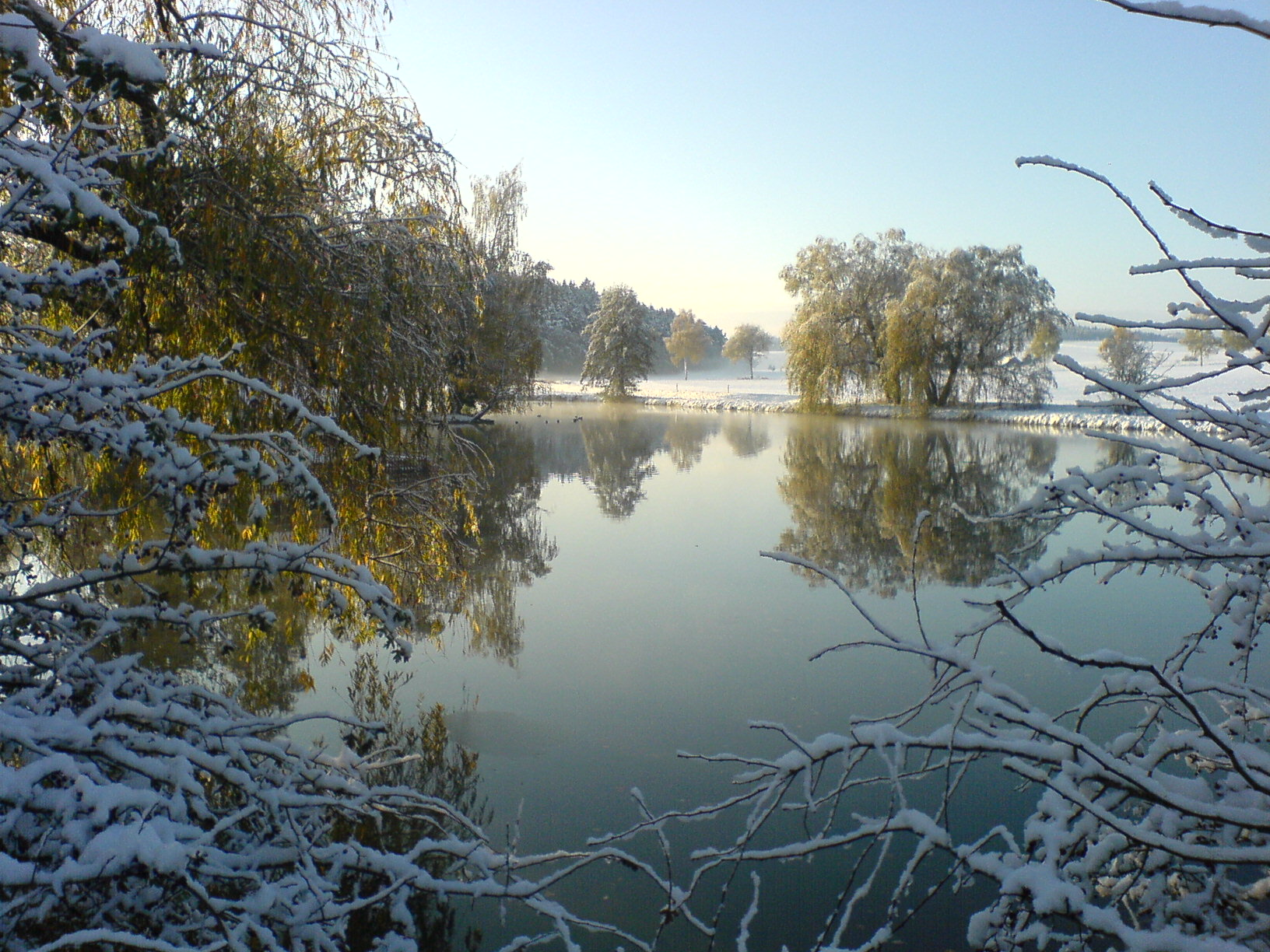
Ententeich bei Semerskirchen
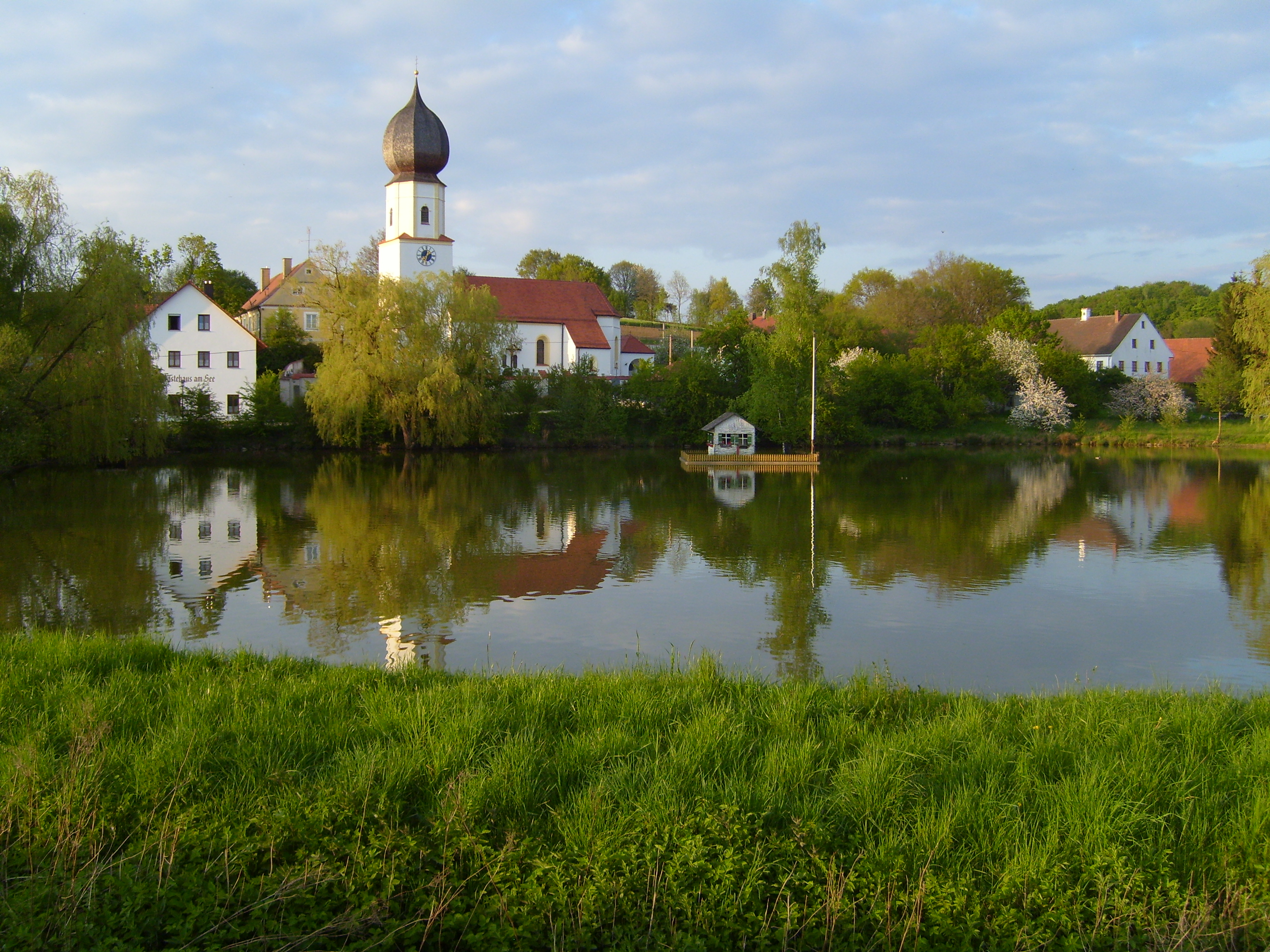
Ententeich bei Semerskirchen

### Bodendenkmäler
- Turmhügel Herrngiersdorf

## Wirtschaft und Infrastruktur

### Wirtschaft einschließlich Land- und Forstwirtschaft
Es existieren 19 angemeldete Gewerbetreibende:
- Bettina Wagner Töpferstadl
- Kfz- und Reifenhandel Sebastian Dallmeier
- Gasthaus Haslbeck
- EDEKA Heigl
- Hundepsychologin Gudrun Keppler
- Heilpraktikerin Alexandra Hofmann
- Bauelemente Höglmeier
- Ftec Fahrzeugbau GmbH
- Köglmeier Thomas Landtechnik – Kommunaltechnik – Gartentechnik
- Land- und Forstwirtschaftliche Dienstleistungen Zellmeier Andreas
- Bauunternehmung Georg Pritsch GmbH Co. KG
- Rockermeier Metallbau
- ROPA GmbH – Fahrzeug- und Maschinenbau
- PMB – Paintner Maschinenbau GmbH
- Schlossbrauerei Herrngiersdorf
- SecoNet AG – Softwareentwicklung und Consulting
- Teubl GmbH – Bau, Zimmerei, Kieswerk
- Garten- und Landschaftsbau Blümel
- Tooth Media – EDV-Service und mehr

Die Schlossbrauerei Herrngiersdorf existiert seit dem Jahre 1131 und bezeichnet sich als die älteste Privatbrauerei der Welt.
Der Landmaschinenhersteller Ropa ist bei Weitem der größte Arbeitgeber im Gemeindegebiet.

### Bildung
Es gibt folgende Einrichtungen (Stand: 2014):
- Kindergärten: 35 Kindergartenplätze mit 39 Kindern
- Volksschulen: eine mit vier Lehrern und 66 Schülern

## Persönlichkeiten
- Ludwig Josef Johann Baptist von Lottner (1872–1914), Kolonialoffizier
- Bernhard Lehner (1930–1944, „Ehrwürdiger Diener Gottes“), dessen Seligsprechungsprozess im Jahr 1951 eingeleitet wurde.[13]